# 加藤康之 (経済学者)
加藤 康之（かとう やすゆき、1955年 - ）は、日本の経済学者。専門は金融工学。お金のデザイン研究所所長。京都大学経営管理研究部教授、東京都立大学経営学研究科特任教授、日本価値創造ERM学会会長等を歴任。

## 経歴・人物
獨協高等学校を経て、東京工業大学（のちの東京科学大学）理学部情報科学科卒業。1980年同大学大学院総合理工学研究科修士課程システム科学専攻修了、理学修士。同大学大学院イノベーションマネジメント研究科博士後期課程イノベーション専攻中退。
1980年野村総合研究所入社。同研究所システムサイエンス部長、主任研究員を経て、1997年から2010年まで野村證券執行役金融工学研究センター長。2010年マウンテン・パシフィック・インベストメント・アドバイザーズ・マネージング・ディレクター。京都大学経営管理研究部非常勤講師を経て、2011年から京都大学経営管理研究部教授、2014年から京都大学経営管理研究部ファイナンス講座特定教授。
末松千尋とともに2014年度京都大経営管理大学院ベストティーチャー賞受賞。2015年首都大学東京大学院経営学研究科特任教授、京都大学大学院特定教授。2016年京都大学より博士（経済学）の学位を取得。2019年お金のデザイン研究所所長、京都大学経営管理研究部客員教授。2020年東京都立大学大学院経営学研究科ファイナンスプログラム特任教授。2021年京都先端科学大学総合研究所教授。
この間2005年中小企業基盤整備機構共済資金運用委員会委員、2007年経済同友会社会保障委員会副会長、2010年東京証券取引所アドバイザー、2012年ロンドン証券取引所情報サービス部門アドバイザー、全国市町村職員共済組合連合会資金運用委員会委員、2014年財務省財政制度等審議会国家公務員共済組合分科会臨時委員、国民年金基金連合会資産運用委員会委員、2017年年金積立金管理運用独立行政法人経営委員。2023年財務省財政制度等審議会委員。